# Pierre-Luc Laforest
 (juin 2009).
Si vous disposez d'ouvrages ou d'articles de référence ou si vous connaissez des sites web de qualité traitant du thème abordé ici, merci de compléter l'article en donnant les références utiles à sa vérifiabilité et en les liant à la section « Notes et références ».
Pierre-Luc Laforest (né le 27 janvier 1978 à Hull (Québec), au Canada) aussi connu sous le nom de Pete Laforest, est un ancien joueur québécois de baseball ayant principalement évolué au poste de receveur. Ayant évolué comme joueur professionnel de 1995 à 2012, il a été le premier gérant des Aigles de Trois-Rivières, une équipe indépendante évoluant dans la Ligue Can-Am, de 2013 jusqu'à son congédiement en 2016.
Repêché par les Expos de Montréal en juin 1995 à l’âge de 17 ans, Laforest est devenu le 25e Québécois à évoluer dans la Ligue majeure de baseball après avoir été rappelé par les Devil Rays de Tampa Bay de la Ligue américaine de baseball le 2 septembre 2003.

## Baseball amateur
Après avoir étudié au Fort Scott Community College au Kansas, Laforest évolue
pour les Bisons de Saint-Eustache dans la Ligue de Baseball Élite du Québec (LBEQ) en 1995 et 1996. En 1996, après avoir été couronné champion frappeur, grâce à sa moyenne de ,405, et champion cogneur de circuits (14), il est élu Joueur par excellence de la LBEQ. Il s’aligne ensuite avec l’Académie Baseball Canada (ABC).

## Débuts professionnels (1995 à 2002)
1995 – Laforest signe son premier contrat professionnel le 5 juin 1995 avec les Expos de Montréal, après avoir été sélectionné par ce club lors de la 16e ronde (451e au total) du repêchage amateur de 1995. Il est alors assigné à l’équipe des recrues des Expos dans la Gulf Coast League (Ligue de la côte du Golf). Toutefois, après qu’un examen médical confirme qu’il souffre de problèmes de disques déplacés dans le dos, la direction de l’équipe décide d’annuler son contrat le 15 août 1995. Il n’aura joué que deux parties dans l’organisation des Expos.
1996 – Ralenti par sa blessure au dos, Laforest ne joue pour aucune équipe professionnelle.
1997 – Le  10 mai 1997, il signe un contrat à titre d’agent libre avec les Devil Rays de Tampa Bay. Il se joint alors à l’équipe des recrues des Devil Rays dans la Gulf Coast League. En 34 parties, il produit 21 points et en marque 21.
1998 – Laforest est assigné aux Devil Rays de Princeton de la Ligue des recrues des Appalaches. Il marque 18 points en 25 parties pour Princeton.
1999 – Il est assigné aux Devil Rays de Charleston de la South Atlantic League (Ligue atlantique sud) dans le calibre A. Il termine premier au chapitre des circuits dans son équipe avec 13 longues balles. Il commet toutefois 37 erreurs au 3e but.
2000 – Avant le début de la saison, les Devil Rays décident de le muter au poste de receveur (à l'origine, il était joueur de troisième but). Il réussit alors à se tailler un poste dans le A fort, avec les Devil Rays de St-Petersburg dans la Ligue de la Floride. Il terminera parmi les meilleurs joueurs de son équipe, notamment en affichant une moyenne de puissance de ,447. Il est nommé 3e meilleur espoir des Devil Rays par TeamOne.
2001 – Il manque la majorité de la saison après s’être blessé au genou en jouant en Australie pendant l’hiver. Il jouera cependant quelques matchs au niveau AA avec les Rays d’Orlando de la Ligue Southern (Ligue du Sud). Laforest devra ensuite subir deux chirurgies, ce qui mettra fin à sa saison.
2002 – De retour avec les Rays d’Orlando, Pierre-Luc cogne 20 circuits, ce qui lui permettra de terminer 1er à ce chapitre dans la Ligue Southern. Il sera d’ailleurs rappelé par les Bulls de Durham (AAA). À son premier match dans la Ligue internationale, il frappe 4 en 4 avec un circuit et deux points produits dans une victoire contre les Red Sox de Pawtucket. Il participera également aux séries éliminatoires avec les Bulls. À l’automne, il jouera dans la ligue de l'Arizona.

## Aux portes des Ligues majeures (2003 à 2008)

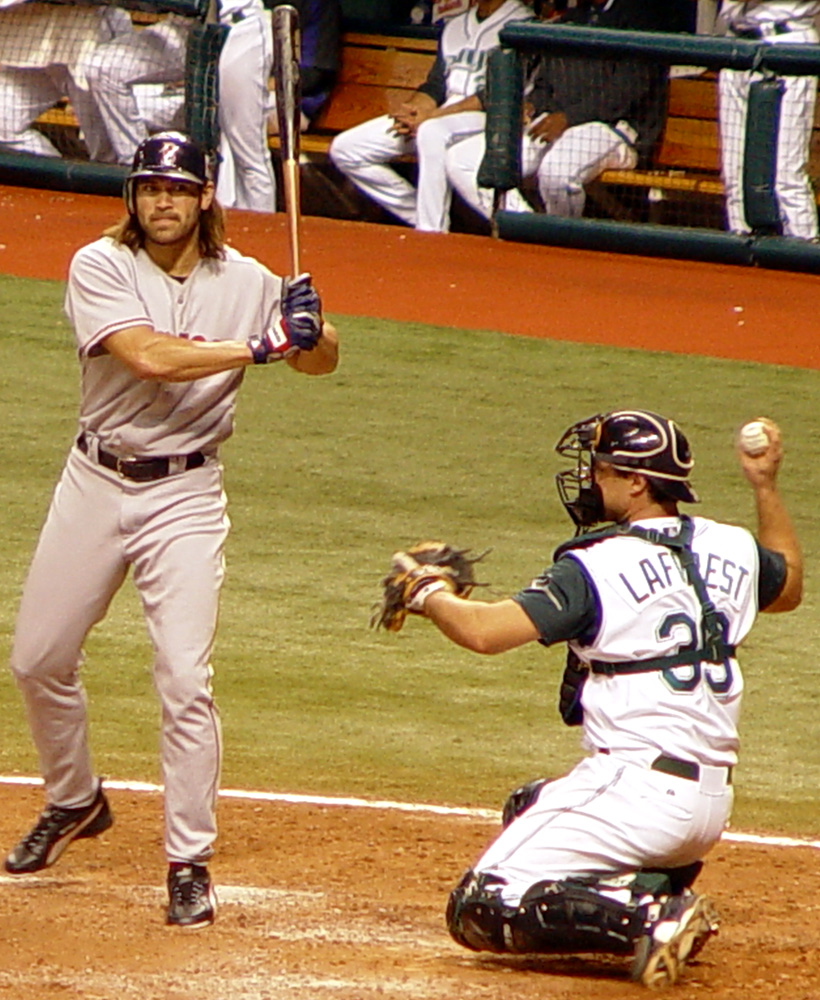
Pierre-Luc Laforest (à droite) derrière le marbre pour les Devil Rays de Tampa Bay en 2005.

2003 – En raison de problèmes de visa, Laforest manque le camp d’entraînement des Devil Rays et le premier mois de la saison. En fait, depuis 1997, il utilise son visa étudiant pour jouer au baseball, mais en vertu de la sécurité accrue aux frontières, il se voit refusé l’entrée sans visa de travail, jusqu’à ce que résultats d’une enquête du FBI lui permettre d’entrer à nouveau sur le territoire américain. Il rejoint alors les Rays d’Orlando (AA), avant d’être promu à nouveau avec les Bulls de Durham (AAA). Il frappe sept circuits à ses douze premiers matchs dans le AAA, ce qui lui vaudra une invitation au Match des étoiles, où il s’alignera avec l’équipe mondiale. Le 1er septembre 2003, il est rappelé par les Devil Rays de Tampa Bay; il jouera son premier match le lendemain contre les Mariners de Seattle et frappera deux coups sûrs. Le 16 septembre, il frappe son premier coup sûr comme frappeur suppléant à Boston contre Pedro Martinez. En tout, il jouera 19 matchs dans les majeures en 2003. Après la saison, il participe aux activités de la Ligue d'automne de l'Arizona.
2004 – Laforest dispute toute la saison 2004 avec les Bulls de Durham dans le niveau AAA. Encore une fois, il est invité à joindre les rangs de la Ligue de baseball d’automne de l’Arizona, mais il ne participe qu’à un seul match.
2005 – Après avoir une fois de plus amorcé la saison avec les Bulls de Durham, Laforest est rappelé par les Devil Rays. Il jouera 25 matchs dans les majeures et frappera son premier circuit à ce niveau.
2006 - Après avoir représenté le Canada à la Classique mondiale de baseball, Laforest se blesse lors du dernier match du camp d'entraînement des Padres, qui l'avaient réclamé au ballottage. Les Beavers de Portland inscrivent son nom sur la liste des blessés avant même leur premier match de la saison, après quoi il subit deux interventions chirurgicales pour des hernies dans le bas du ventre. Il effectue un retour au jeu à la mi-août dans la ligue des recrues.
2007 - Après avoir connu camp d’entraînement phénoménal avec les Padres de San Diego, Laforest connaît sa meilleure saison en carrière au niveau AAA. Cela lui vaudra trois rappels dans les ligues majeures, deux fois par les Padres et une fois par les Phillies de Philadelphie, après avoir été réclamé au ballottage. Le 14 avril 2007, Russell Martin et Pierre-Luc Laforest  inscrivent leurs noms dans le livre des records du baseball majeur en devenant les deux premiers receveurs québécois à s'affronter dans un match des ligues majeures. À la fin de la saison, alors que les Phillies se taillent une place dans les séries éliminatoires, Laforest n’est pas admissible pour jouer, parce qu’il a été acquis après la date limite du 31 août. Il se joint ensuite au Tomateros de Culiacan, avant d’être échangé aux Aguilas de Mexicali dans la Ligue d’hiver du Mexique.
2008 - Après avoir connu sa meilleure saison en carrière en 2007, Laforest, maintenant âgé de 30 ans, vit le cauchemar en 2008. Très peu utilisé chez les IronPigs de Lehigh Valley, le club-école AAA des Phillies de Philadelphie, Laforest éprouve des difficultés au bâton. Il ne prendra part qu’à cinq rencontres avec l’équipe de la Ligue Internationale, avant d’être libéré par le club. Il décide alors de se préparer en vue de rejoindre l'équipe olympique canadienne, mais une blessure à l’épaule mettra un terme à sa saison 
2009 – Laforest est  embauché par les Marlins de la Floride, avec lesquels il signe un contrat des ligues mineures, mais est libéré pendant le camp d’entraînement des Zephyrs de la Nouvelle-Orléans, le club-école AAA des Marlins. Il décide de poursuivre sa carrière au Mexique.

## Baseball mexicain
Laforest fait ses premiers pas au Mexique, dans la Ligue du Pacifique, au cours de l’hiver 2007-08. Il se joint d’abord aux Tomateros de Culiacán, puis est échangé aux Águilas de Mexicali après seulement 11 matchs. Le 25 décembre 2007, il s’offre un cadeau de Noël en produisant trois points dans une victoire de 6 à 1 des siens contre les Yaquis de Ciudad Obregón. Après un bref retour aux États-Unis en 2008, Laforest revient jouer au Mexique en 2009, cette fois avec les Rojos del Águila de Veracruz, une équipe de calibre AAA évoluant dans la Ligue mexicaine de baseball, la meilleure ligue au pays. À la mi-mai, il est libéré par les Rojos del Águila.

## Baseball indépendant (2009-2012)
Le 15 mai 2009, Laforest rentre au Québec après avoir signé un contrat avec les Capitales de Québec. Dès la première semaine d'activités dans la ligue, il est nommé "joueur de la semaine". En juillet, il est nommé joueur du mois dans la ligue. Après que l'équipe a gagné le championnat de la saison 2009, il décide de se joindre au Patriots de Somerset dans la Ligue de l'Atlantique en vue de la saison 2010. Après avoir amorcé la saison à Somerset, puis avoir joué pendant un mois à Taiwan, les Patriots l'échangent, à sa demande, aux Capitales de Québec le 30 juillet 2010. Il aidera l'équipe à remporter un deuxième championnat en autant de saisons. Début mars 2011, il signe une nouvelle fois avec les Capitales. En plus de son poste de joueur, il devient également entraîneur des frappeurs de l'équipe. Toujours joueur-entraîneur en 2012, il annonce sa retraite comme joueur à la fin de la saison.

## Baseball international
Laforest a représenté le Canada lors de diverses compétitions internationales :
- 2003 – participe au  tournoi de qualification olympique à Panama.
- 2004 – participe aux Jeux olympiques d’Athènes.
- 2006 – participe à la première Classique mondiale de baseball.
- 2006 – participe au tournoi COPABE de qualification olympique.

Il ne peut malheureusement pas représenter le Canada aux Jeux olympiques de 2008 à Pékin en raison d’une blessure à l’épaule. En 2009, il est invité à se joindre à nouveau à la formation canadienne en vue de la  Classique mondiale de baseball, mais préfère se concentrer sur le camp d’entraînement des Zephyrs de la Nouvelle-Orléans, le club-école AAA des Marlins de la Floride.

## Équipes
Expos de la Golf Coast (Recrues, Expos de Montréal) 1995;
Devil Rays de la Golf Coast (Recrues, Devil Rays de Tampa Bay) 1997;
Devil Rays de Princeton (Recrues, Devil Rays de Tampa Bay) 1998;
RiverDogs de Charleston (A, Devil Rays de Tampa Bay) 1999;
Devils Rays de St-Petersburg (A+, Devil Rays de Tampa Bay) 2000;
Rays d’Orlando (AA, Devil Rays de Tampa Bay) 2001-2003;
Bulls de Durham (AAA, Devil Rays de Tampa Bay) 2002-2005;
Devil Rays de Tampa Bay (LA) 2003, 2005;
Padres de l’Arizona (A, Padres de San Diego) 2006;
Beavers de Portland (AAA, Padres de San Diego) 2007;
Padres de San Diego (LN) 2007;
Phillies de Philadelphie (LN) 2007;
Tomateros  de Culiacan (Ligue d’hiver du Mexique) 2007;
Aguilas de Mexicali (Ligue d’hiver du Mexique) 2007;
IronPigs de Lehigh Valley (AAA, Phillies de Philadelphie) 2008;
Rojos del Águila de Veracruz (AAA, Ligue mexicaine de baseball) 2009;
Patriots de Somerset (Ligue de l'Atlantique) 2010;
Sinon Bulls de Taiwan (Ligue chinoise) 2010;
Capitales de Québec (Ind., Ligue Can-Am de Baseball) 2009-2012;

## Statistiques
À compléter

## Transactions
1er juin 1995 – repêché par les Expos de Montréal.
5 juin 1995 – signe avec l'organisation des Expos de Montréal.
15 août 1995 – libéré par l'organisation des Expos de Montréal.
10 mai 1997 – signe comme agent libre avec l'organisation des Devil Rays de Tampa Bay.
25 juillet 2002 – assigné aux Bulls de Durham (AAA).
12 août 2002 – assigné aux Rays d'Orlando (AA).
10 mars 2003 – assigné aux Rays d'Orlando (AA).
14 mai 2003 – assigné aux Rays d'Orlando (AA).
9 juin 2003 – assigné aux Bulls de Durham (AAA).
1er 2 septembre 2003 – rappelé par les Devil Rays de Tampa Bay.
24 janvier 2005 – assigné aux Bulls de Durham (AAA).
22 juillet 2005 - rappelé par les Devil Rays de Tampa Bay.
2 décembre 2005 – réclamé au ballottage par les Padres de San Diego.
27 mars 2006 – assigné aux Beavers de Portland (AAA).
1er septembre 2006 – retiré de la liste de 40 joueurs des Padres de San Diego.
2 octobre 2006 – libéré par les Padres de San Diego.
3 janvier 2007 – signe comme agent libre avec l'organisation des Padres de San Diego.
30 mars 2007 – assigné aux Beavers de Portland (AAA).
13 avril 2007 – rappelé par les Padres de San Diego.
3 mai 2007 – assigné aux Beavers de Portland (AAA).
11 août 2007 – rappelé par les Padres de San Diego.
31 août 2007 – placé au ballottage par les Padres de San Diego.
4 septembre 2007 – réclamé au ballottage par les Phillies de Philadelphie.
19 octobre 2007 – se joint aux Tomateros de Culiacan dans la Ligue d’hiver du Mexique.
26 novembre 2007 – échangé aux Aguilas de Mexicali dans la Ligue d’hiver du Mexique.
17 décembre 2007 – signe un contrat d’une saison avec les Phillies de Philadelphie.
22 décembre 2007 – assigné aux IronsPigs de Lehigh Valley (AAA).
18 avril 2008 – libéré par les Phillies de Philadelphie.
Février 2009 – signe un contrat des ligues mineures avec les Marlins de la Floride.
Avril 2009 – libéré par l'organisation des Marlins de la Floride.
11 avril 2009 – se joint aux Rojos del Águila de Veracruz (AAA) dans la Ligue mexicaine de baseball.
15 mai 2009 - signe un contrat avec les Capitales de Québec.
1er avril 2010 - signe un contrat avec les Patriots de Somerset.
10 mai 2010 - signe un contrat avec les Sinon Bulls de Taiwan.
28 juin 2010 - revient avec les Patriots de Somerset.
30 juillet 2010 - échangé aux Capitales de Québec.
4 mars 2011 - signe une nouvelle entente avec les Capitales de Québec.

## Blessures
Laforest n’a pas été épargné par les blessures tout au long de sa carrière : des maux de dos ont poussé les Expos de Montréal à annuler son premier contrat chez les professionnels. En 2001, il manque la majorité de la saison en raison d’une blessure au genou. Il a également souffert de hernies au bas du ventre, en plus d’être blessé à l’épaule en 2008.

## Honneurs
- 1996 – Élu Joueur par excellence de la Ligue de Baseball Élite du Québec.
- 2005 – Nommé sur l’équipe d’étoiles de la ligue internationale (AAA).
- 2009 – Nommé Joueur par excellence de la Ligue Can-Am, Joueur par excellence des Capitales de Québec, et joueur le plus populaire auprès des partisans.

## Carrière d'entraîneur
Laforest commence sa carrière d'entraîneur alors qu'il évolue toujours avec les Capitales de Québec. En effet, au cours de ses deux dernières saisons comme joueur actif (2011-2012), il occupe également le rôle d'entraîneur des frappeurs. À la fin de la saison 2012, il accroche officiellement ses crampons, puis, le 14 novembre de la même année, accepte le poste de gérant chez les Aigles de Trois-Rivières, une équipe d’expansion dans la ligue Can-Am. Il a été relevé de ses fonctions le 11 juillet 2016. Il est propriétaire de l'école de baseball Academie B45 à Kalamazoo au Michigan.

## Vie personnelle
– Lorsqu’il signe son premier contrat professionnel, Laforest parle seulement français.
– Habite à Portage au Michigan. A également habité à Phoenix en Arizona et à Montebello au Québec.